# Rachid Benhadj
Rachid Benhadj (àrab: رشيد بن حاج, Raxīd ibn Ḥājj) (Alger, 12 de juliol de 1949) és un director de cinema algerià.

## Biografia
De jove es va traslladar a París per estudiar arquitectura à l'École nationale supérieure des arts décoratifs i després cinema a la Universitat de París.
També pintor, va realitzar diverses pel·lícules de televisió i documentals a partir de 1979 per a la Télévision Algérienne. El 1992 va rodar Touchia, que va obtenir el 1994 el Premi del Públic al 4t Festival de Cinema Africà, Asiàtic i Llatinoamericà de Milà, a Itàlia.
Es va traslladar a Itàlia, on encara viu, i allà va fer un migmetratge, L'Ultima cena (1995), així com dos dels seus últims llargmetratges.
És professor en una escola de direcció cinematogràfica de l'Acadèmia de Cinécittà ACT MULTIMEDIA.

## Filmografia
- 1988: La Rose des sables
- 1992: Touchia, cantique des femmes d'Alger
- 1995: L'Ultima céna
- 1997: L'Albero dei destini sospesi
- 2000: Mirka
- 2004: Le Pain Nu
- 2005: El Khoubz El Hafi
- 2010: Parfums d'Alger
- 2016: L'Étoile d'Alger

## Distincions
- Globus d'Oro del 2006: premi de la pel·lícula que no s'oblida per El Khoubz El Hafi